# Стив Рајх
Стив Рајх (енгл. Steve Reich), (Њујорк, 3. октобар 1936) амерички је композитор и један од главних представника минимализма.